# Apatorhamphus
Apatorhamphus gyrostega
Genre
Espèce
Apatorhamphus est un genre fossile de ptérosaure azhdarchoïde provenant du Groupe Kem Kem, au Maroc. Il aurait possiblement appartenu à la famille des Chaoyangopteridae. Il n’est connu que par quelques fragments de museau, et il aurait eu une envergure estimée entre 3 et 7 mètres. Selon Paleobiology Database en 2025, ce genre est resté monotypique et la seule espèce est Apatorhamphus gyrostega.

## Découverte et dénomination
Lors d’une visite en 2016 à la mine de phosphate de Tafilalt, sur le plateau de l’Aferdou N'Chaft, près de Hassi el Begaa, dans la région d’Er Rachidia, le paléontologue britannique David Michael Martill acheta un fragment de mâchoire de ptérosaure auprès de mineurs (spécimen FSAC-KK 5010). Ces derniers avaient creusé un tunnel dans une mince couche fossilifère au bord d’une carrière, où les trouvailles étaient proposées à la vente. Ces fossiles proviennent des strates de la Formation d’Ifezouane, appartenant aux couches des Kem Kem, et datent du Crétacé, entre l’Albien et le Cénomanien.
En 2020, le nouveau genre et espèce Apatorhamphus gyrostega furent nommés et décrits par James McPhee, Nizar Ibrahim, Alex Kao, David M. Unwin, Roy Smith et David M. Martill. McPhee et ses collègues ont également attribué à cette nouvelle espèce divers spécimens découverts antérieurement : FSAC-KK 5011, FSAC-KK 5012 et FSAC-KK 5013, trouvés à Begaa au Maroc ; le spécimen FSAC-KK 5014, également dans une collection marocaine mais d’origine inconnue ; BSP 1993 IX 338, un museau découvert en 1993, rapporté comme un possible ptéranodontoïde en 1999 et attribué à Alanqa en 2010 ; et CMN 50859, une mâchoire inférieure identifiée en 2011 comme un possible membre des Dsungaripteroidea.
Le nom du genre vient du grec ancien apatos, « trompeur », et ramphos, « museau », en référence aux difficultés rencontrées pour déterminer la nature taxonomique de la mâchoire, ainsi que pour savoir s’il s’agissait d’une mâchoire supérieure ou inférieure. L’épithète spécifique combine gyros, « arrondi », et stegè, « toit », en référence à la section transversale arrondie de la partie supérieure du museau.

## Description
L’holotype de Apatorhamphus se compose d’un rostre fragmentaire, dont l’extrémité du bec est manquante et qui est brisé juste avant la fenêtre nasoantorbitale. La cassure antérieure est nette et franche, ce qui suggère que l’extrémité a été perdue lors de la collecte, tandis que la cassure postérieure est érodée et a probablement été causée avant l’enfouissement. En raison du caractère fragmentaire du matériau, qui ne préserve aucun élément clé tel que la fenêtre nasoantorbitale, il est difficile de déterminer si l’holotype représente une mandibule ou un fragment de mâchoire supérieure. Toutefois, McPhee et al. ont conclu que le fossile faisait très probablement partie de la mâchoire supérieure, en se basant sur l’angle latéral relativement élevé du rostre, qui est généralement plus grand dans la mâchoire supérieure que dans la mandibule chez la majorité des ptérosaures. Les exceptions à cette règle sont les tapejaridés, les ptéranodontidés et l’azhdarchidé Bakonydraco. Cependant, le matériau de Apatorhamphus diffère de ces ptérosaures par une série de caractéristiques morphologiques.

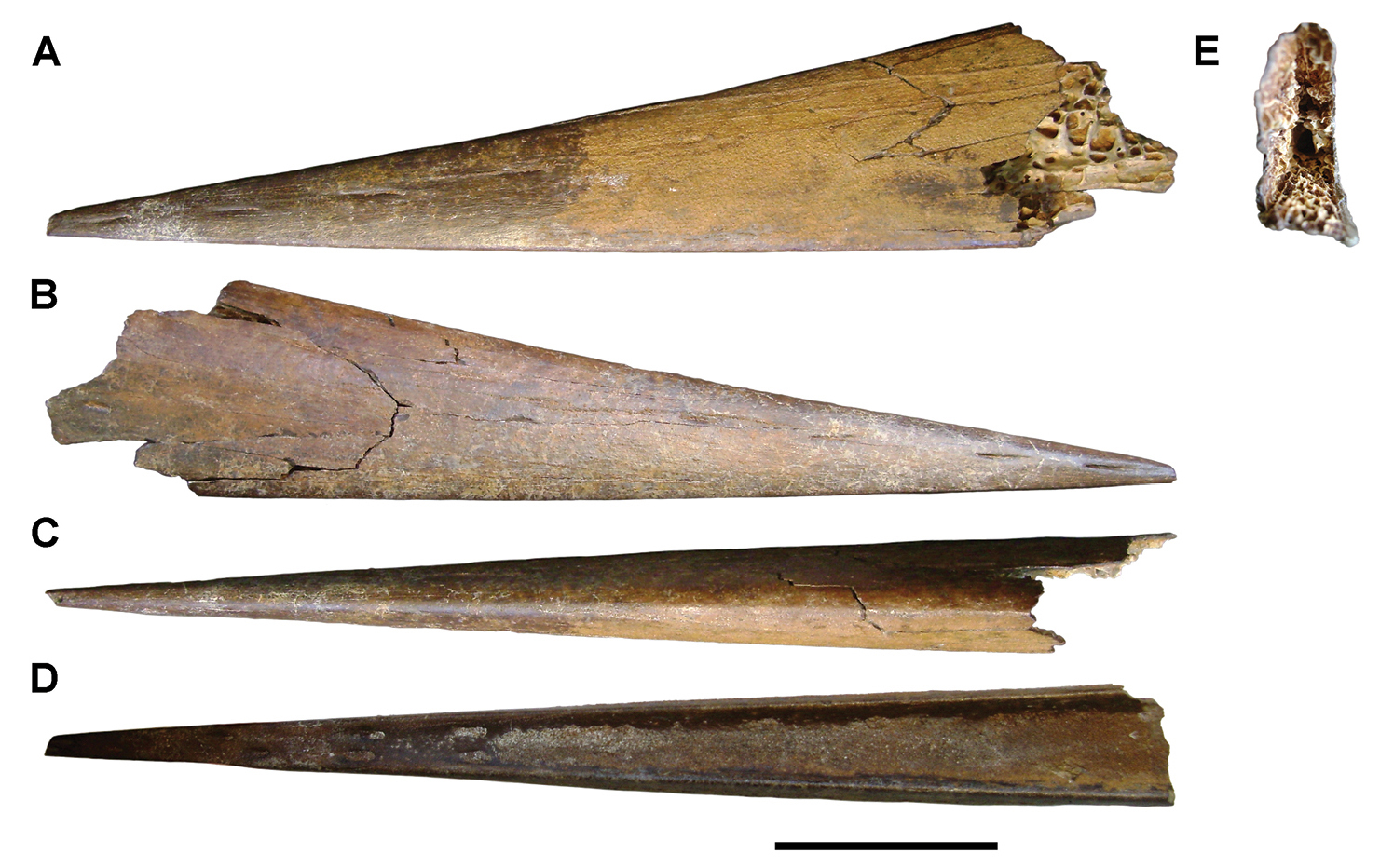
Fragment rostral BSP 1993 IX 338

Le fragment rostral mesure un total de 211 mm de long, sans compter l’extrémité manquante. Il est édenté (sans dents), présente une surface dorsale légèrement concave et une marge ventrale droite. La surface latérale conserve une seule rangée de foramens de chaque côté, qui semblent former des paires alternées entre le côté gauche et le côté droit, bien que ce décalage puisse être interrompu par les foramens situés plus en arrière. Ces foramens sont grands, allongés, et diminuent en taille de l’avant vers l’arrière. En coupe transversale, le bec est de forme ovale vers l’extrémité du museau, avec un léger rétrécissement vers la surface dorsale et une grande dépression ventrale. Plus on se rapproche de l’arrière du crâne, plus la coupe transversale adopte une forme en « goutte d’eau », avec des marges latérales nettement convexes et une rainure occlusale plus profonde. Les parois osseuses sont relativement épaisses sur l’ensemble du spécimen.
Le spécimen référé FSAC-KK 5013 présente un angle rostral beaucoup plus bas, de seulement 6° (contre 14° pour l’holotype), avec une marge dorsale plus droite. Comme le fossile ressemble par ailleurs à l’holotype par sa coupe transversale, sa fosse occlusale et sa rangée unique de foramens, il a été interprété comme un fragment mandibulaire. Cette conclusion est renforcée par le fait que la surface occlusale de ce spécimen s’emboîte presque parfaitement avec celle de l’holotype.

## Classification
Une classification précise de Apatorhamphus est difficile en raison de la nature fragmentaire des fossiles, mais un placement plus approximatif au sein des Pterosauria reste possible. En raison de l’absence de dents dans les éléments rostraux, il ne peut appartenir qu’aux Azhdarchoidea ou aux Pteranodontia. Les fossiles se distinguent de ceux des ptéranodontiens par des parois osseuses plus épaisses, un bec moins pointu, un rostre moins profond, et la présence de foramens sur la surface latérale. Les dsungariptéridés sont partiellement édentés, mais la région édentée de leur bec se limite à l’extrémité antérieure et reste relativement petite. Une exception possible serait Banguela, toutefois son appartenance aux Dsungaripteridae a été remise en question, et ce taxon diffère fortement de Apatorhamphus par sa surface occlusale en forme de lame. Apatorhamphus peut également être exclu des Tapejaridae et des Thalassodromidae car il ne partage pas d’apomorphies avec ces groupes.
Apatorhamphus ressemble davantage aux azhdarchidés et aux chaoyangoptéridés. Le profil latéral de Apatorhamphus est similaire à celui de plusieurs genres de chaoyangoptéridés. Ils partagent également une marge occlusale droite et une courbe douce de la marge dorsale. En se basant sur ses similarités avec Chaoyangopterus et Jidapterus, McPhee et al. ont provisoirement attribué Apatorhamphus à la famille des Chaoyangopteridae.

## Paléoécologie
Apatorhamphus faisait partie d’un assemblage diversifié de ptérosaures vivant en Afrique du Nord durant le Crétacé, dans une région offrant une grande variété de niches écologiques, notamment des étangs, des lacs, des marécages et des berges de rivières. À cette époque, cette région abritait aussi l’azhdarchidé Alanqa, le tapejaridé Afrotapejara, une variété d’anhangueridés ainsi que Xericeps, un autre possible chaoyangoptéridé, et Leptostomia, un azhdarchoïde au long bec. Toutefois, la niche exacte occupée par Apatorhamphus dans cet écosystème reste incertaine. Smith et ses collègues suggèrent que Apatorhamphus, comme d’autres chaoyangoptéridés, était peut-être un généraliste ou un piscivore, avec un mode de vie semblable à celui de Alanqa. Ils avancent également que les adultes de grande taille et les spécimens juvéniles pouvaient occuper des niches écologiques différentes.